# Pardosa zhangi
Pardosa zhangi är en spindelart som beskrevs av Song och Haupt 1995. Pardosa zhangi ingår i släktet Pardosa och familjen vargspindlar. Inga underarter finns listade i Catalogue of Life.